# Eunoe
Eunoe är ett släkte av ringmaskar som beskrevs av Malmgren 1865. Eunoe ingår i familjen Polynoidae, ordningen Phyllodocida, klassen havsborstmaskar, fylumet ringmaskar och riket djur.
Släktet Eunoe indelas i:
- Eunoe abyssorum
- Eunoe alvinella
- Eunoe anderssoni
- Eunoe assimilis
- Eunoe barbata
- Eunoe brunnea
- Eunoe campbellica
- Eunoe clarki
- Eunoe crassa
- Eunoe depressa
- Eunoe etheridgei
- Eunoe eura
- Eunoe globifera
- Eunoe hispanica
- Eunoe hozawai
- Eunoe hubrechti
- Eunoe hubrecthi
- Eunoe hydroidopapillata
- Eunoe iphionoides
- Eunoe ivantsovi
- Eunoe kerguelensis
- Eunoe kermadeca
- Eunoe laetmogonensis
- Eunoe leiotentaculata
- Eunoe macrophthalma
- Eunoe mamilloba
- Eunoe mammiloba
- Eunoe mindanavensis
- Eunoe nodosa
- Eunoe nodulosa
- Eunoe oerstedi
- Eunoe opalina
- Eunoe pallida
- Eunoe papillaris
- Eunoe papillosa
- Eunoe purpurea
- Eunoe rhizoicola
- Eunoe senta
- Eunoe sentiformis
- Eunoe serrata
- Eunoe shirikishinai
- Eunoe spinicirris
- Eunoe spinosa
- Eunoe spinulosa
- Eunoe subfumida
- Eunoe tritoni
- Eunoe tuerkayi
- Eunoe uniseriata
- Eunoe yedoensis